# Stevinson (Kalifornija)
Stevinson je naseljeno područje za statističke svrhe u američkoj saveznoj državi Kalifornija. Prema popisu stanovništva iz 2010. u njemu je živjelo 313 stanovnika.